# لوسی فولی
لوسی فولی نویسنده معاصر اهل انگلستان در ژانر تاریخی و معمایی است. رمان های او با عنوان آپارتمان پاریس و فهرست مهمان در فهرست کتاب‌های پرفروش نیویورک تایمز بوده اند.

## آثار
- آپارتمان پاریس ۲۰۲۲
- فهرست مهمان ۲۰۲۰
- مهمانی شکار۲۰۱۹
- آخرین نامه از استانبول ۲۰۱۸
- دعوت ۲۰۱۶
- کتاب گم شده و پیدا شده۲۰۱۵